# 리스토 뤼티
리스토 헤이키 뤼티(핀란드어: Risto Heikki Ryti [risto heikːi ryti][*]: 1889년 12월 31일 ~ 1956년 12월 30일)는 핀란드의 정치인이다. 겨울전쟁 당시 총리를, 계속전쟁 당시 대통령을 역임했다. 전후 핀란드 전쟁책임 재판의 주요 피고로 기소되었다.

## 어린 시절
사타쿤타 후이티넨에서 7형제 중 한 명으로 태어났다. 부친은 농부 카를레 에베르트 뤼티(Kaarle Evert Ryti)이고 무친은 이다 비비카 윤틸라(Ida Vivika Junttila)였다. 본래 소농 집안이었으나 뤼티의 유년기 즈음에는 살림이 펴서 뤼티는 가족의 대농장 일을 거들면서 책과 학문을 탐구하며 자랐다. 포리 문법학교에서 잠시 배운 뒤 집에서 가정교육을 받다가 1906년 헬싱키 대학교에 입학해 법학을 전공했다. 뤼티 이외에 형제들은 대학 입학 시험을 통과하지 못했지만 누이 세 명은 입학했다.
뤼티 1909년 가을 대학을 졸업했다. 이때는 제2차 러시아화 정책이 실행중이던 기간으로, 수도 헬싱키의 정치적 기류가 요동치고 있었다. 이런 분위기를 피해 뤼티는 고향 사타쿤타로 돌아가 라우마에서 변호사로 개업했다. 이 시기 핀란드 제일의 갑부인 알프레드 코르델린을 알게 되었다. 뤼티는 코르델린의 변호사가 되었고, 두 사람은 가까운 친구가 되었다. 또 이 시기에 공부를 계속하여 1912년 법학석사 학위를 받았다. 1914년 옥스퍼드 대학교로 가서 해사법을 공부했다. 그러나 그 와중 제1차 세계 대전이 일어나 핀란드로 귀국했다. 1916년 게르다 파울라 세를라키우스(Gerda Paula Serlachius, 1886년–1984년)와 결혼했다. 뤼티 부부는 슬하에 헨리크(1916년-2002년), 닐로(1919년–1997년), 에바(1922년–2009년) 세 자녀를 두었다.
1차대전 개전에서 핀란드 독립에 이르는 사이의 기간 동안 뤼티는 코르델린과 더욱 밀접한 관계가 되었고, 코르델린이 뤼티에게 자기 사업의 총괄 관리자가 되어줄 것을 제안할 것 같은 분위기가 되었다. 하지만 1917년 11월 7일, 코르델린은 49세 생일 축하 잔치 도중 볼셰비키 성향의 러시아 선원들에게 저택이 습격당해 살해당했다(모밀라 참살 사건). 이때 뤼티 부부도 죽을 뻔 했지만 겨우 살아 도망쳤다. 이 모밀라 참살 사건과 이후 내전에서 동생 닐로가 백군에 가담했다가 이칼리넨에서 전사한 것 등으로 인해 뤼티는 좌파를 혐오하게 되었다.

## 초기 정치 경력

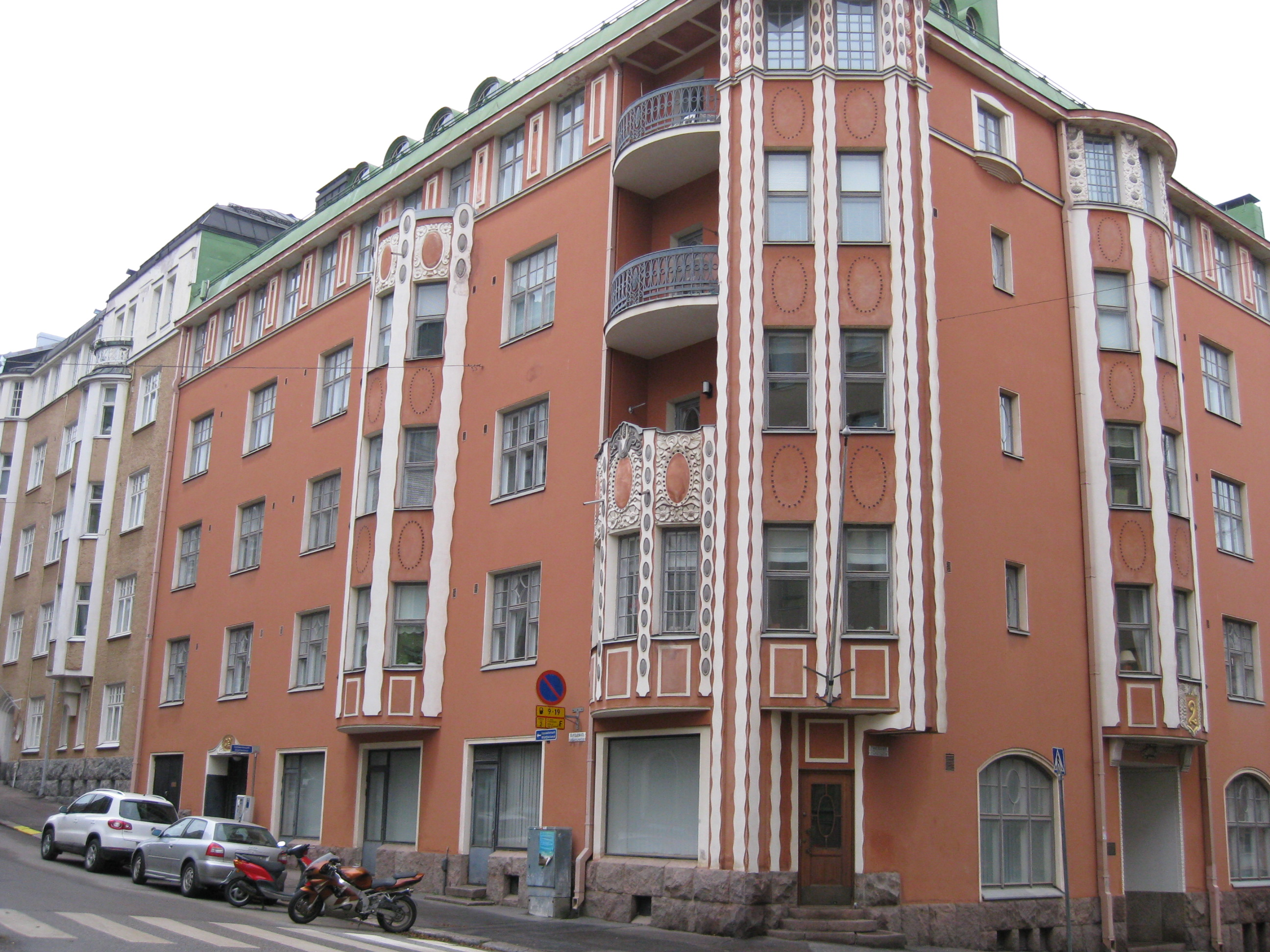
뤼티가 1918년-1935년에 살았던 집.

1918년 핀란드 내전이 터지자 뤼티는 어느 한쪽에도 가담하지 않고, 적군이 장악한 헬싱키에서 지하에 숨어 지냈다. 그러나 내전 이후 뤼티는 정치에 깊숙히 관여하게 되었다. 1919년 국민진보당 소속으로 의회의원에 선출되었는데, 당시 나이 30살로 의원들 중 두 번째로 어렸다. 같은 해, 국민진보당 동료 카를로 유호 스톨베리가 초대 공화국대통령으로 선출되었다. 뤼티는 1919년-1924년, 1927년-1929년 의회의원을 역임했다. 의원으로서 법무위원회, 재무위원회 위원장을 지냈다. 1924년-1927년에는 헬싱키 시참사회 의원을 역임했다.
핀란드 역사학자 마르티 투르톨라(Martti Turtola)에 따르면, 뤼티의 이른 정치적 성공은 뤼티의 자유주의적, 민주주의적, 공화주의적 성향이 내전 직후 잘 먹히는 분위기였기 때문이라고 한다. 국민진보당이 군소정당으로 쪼그라드는 와중에도 뤼티 개인은 정치적으로 계속 성공했는데, 이는 뤼티가 경제 전문가로 인식되었기 때문이기도 했고, 어느 당파에도 속하지 않는 중립적 공직자 위치를 자처했기 때문이기도 했다.
1921년, 32살의 뤼티는 유호 벤놀라 내각의 재무장관으로 입각했다. 1924년까지 재무장관직을 두 차례 연임했다. 1923년에는 스톨베리 대통령이 뤼티를 핀란드 국립은행 총재로 임명했다. 뤼티는 1939년 총리에 취임하기 전까지 국립은행 총재직을 유지했다. 은행 총재로서의 역할은 1924년 1월 재무장관직을 사임한 뒤부터 실질적으로 행사하기 시작했다. 정치생활 초기 시기 뤼티는 관청 회계를 바로잡는 데 성공했다. 뤼티는 스톨베리파였지만 스톨베리 대통령이 적핀란드 가담자들을 사면하는 것에 반대했다. 뤼티가 보기에 적군 가담자들은 범죄자들이었고, 그는 핀란드 내전의 사회적 원인을 직시하기를 거부했다.
1925년, 뤼티는 36세의 나이로 대통령 후보가 되었다. 2차 투표에서 뤼티는 가장 많은 지지표를 모았지만 3차 결선투표에서 스웨덴 인민당이 라우리 크리스티안 렐란데르를 지지하면서 캐스팅보트가 기울었다. 뤼티는 109대 172로 렐란데르에게 패배했다. 1930년대 뤼티는 정치 일선에서는 물러나고 대신 경제 정책에 영향을 발휘했다. 뤼티는 고전자유주의 경제학의 철저한 지지자였다. 뤼티는 핀란드 마르카를 금태환화폐로 만들자는 목표를 세웠다. 뤼티가 경제정책을 주도하던 당시 핀란드는 다른 유럽 국가들과 달리 물가하락책을 선택하지 않았고, 1926년 금마르카의 가치를 대폭 절상했다. 그러나 1929년 대공황이 발생하면서 핀란드는 영국이 그랬듯이 금본위제를 포기할 수밖에 없었다.
1920년대에 뤼티는 스칸디나비아와 영국, 미국의 은행업계 간에 국제 접점을 마련했다. 월스트리트 저널은 뤼티의 정책을 성공적이라고 평가했고, 1934년에는 영국-핀란드 관계를 증진시킨 공로로 로열 빅토리아 훈장 기사사령관장을 수훈받았다. 뤼티는 영란은행과 매우 좋은 관계를 유지했는데, 대공황 이전까지 금본위제를 고집한 정책적 공통점 등과 뤼티 개인의 탁월한 영어 실력이 그 바탕이 되었다. 뤼티는 영란은행 중역들과 정기적으로 통화하면서 경제 및 재무 정책을 논의했다. 뤼티는 국제연맹에서도 경제문제와 통화정책에 관한 여러 위원회 위원으로 활동했다.
1930년대 뤼티는 막후의 중요 인물이 되었다. 뤼티의 사회 정책은 양면적이었다. 뤼티는 실업자 구제 및 빈민 구호 정책을 반대했다. 그런 한편 강력한 경제로 얻은 이득은 일부 소수가 아닌 인구 전체에 평등하게 분배되어야 한다고 생각했다. 뤼티는 1930년대 말 핀란드의 사회 복지 정책 마련에 중요한 역할을 담당했다. 대체로 뤼티는 사업 및 산업에 국가가 개입하는 것을 반대했다. 그는 사회주의 경제를 반대했으며, 러시아 제국 시절 러시아화 정책과 핀란드 내전을 거치면서 반소주의자가 되었다. 그렇다고 뤼티가 독일식 나치즘이나 라푸아 운동 같은 핀란드 자생적 극우정치에 찬동한 것도 아니다. 뤼티는 영미식 자유경제의 찬양자였다.

## 총리 임기
뤼티는 사회민주당의 배이뇌 탄네르, 농업동맹의 대통령 퀴외스티 칼리오와 신뢰관계를 구축했다. 1939년 가을, 뤼티는 총리직을 제안받았다. 처음에는 거절했지만 11월 30일 겨울전쟁이 터지면서 받아들였고 12월 1일 취임했다. 뤼티는 비관주의도 낙관주의도 아닌 상황의 현실적 분석에 주력했고 외무장관 탄네르와 이 전쟁이 최대한 빨리 끝나야 한다는 데 동의했다. 뤼티와 탄네르는 모두 영어가 유창했고 서방과 가까운 정치인들이었다.
전쟁 초기 단계에 소련은 테리요키(현재의 러시아 젤레노고르스크)에 핀란드 민주공화국이라는 괴뢰정부를 세우고 뤼티-탄네르 내각과는 대화 창구를 닫아버렸다. 1939년 12월에서 1940년 1월 사이 핀란드 육군은 결사적으로 방어전에 임해 전술적 승리를 거둠으로써 외교적 협상의 여지를 마련했다. 결국 소련은 테리요키 괴뢰정부를 버리고 스톡홀름을 통해 핀란드와 협상을 모색했다. 영불 서방 연합국이 전쟁에 개입하려는 낌새를 보인 것도 소련이 협상에 나선 요인이기도 했다. 뤼티는 다른 각료들을 설득해 1940년 3월 13일 모스크바 평화 조약에 조인했다. 이 조약으로 핀란드는 영토의 5분의 1을 소련에게 빼앗겼고, 그 빼앗긴 땅에 살던 카리알라인 40만 여명은 난민 신세가 되었다.

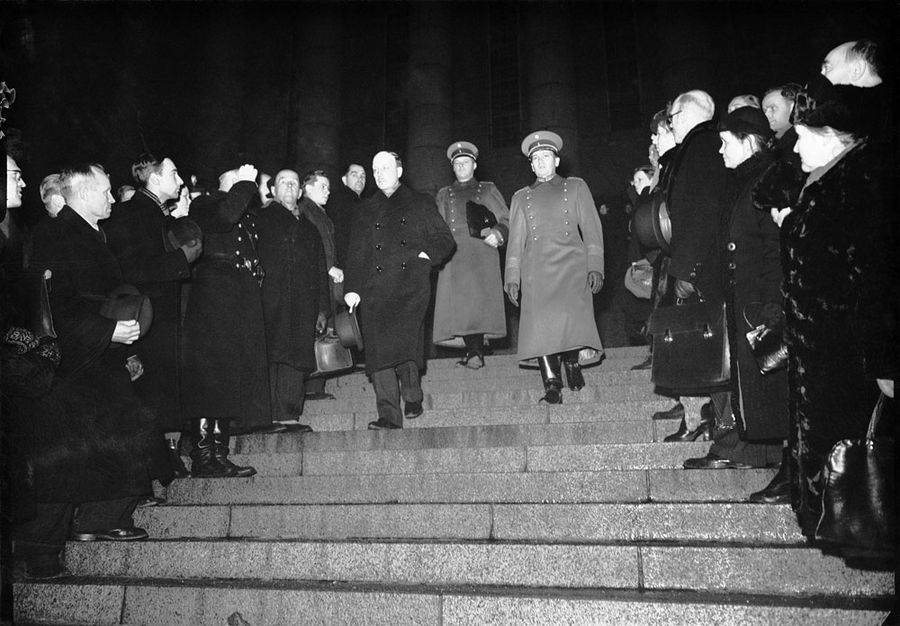
1940년 12월 19일 취임 선서를 하고 홀로 의회를 나오는 뤼티. 뤼티의 전임자 칼리오가 같은 날 심장발작을 일으켜 사망했다.

뤼티는 그 전임자 아이모 카얀데르에 비해 유능한 총리임을 입증했다. 8월, 칼리오 대통령이 뇌졸중을 일으켜 와병하면서 국무는 총리 뤼티와 군부의 만네르헤임 원수, 기업가이자 장군 루돌프 발덴, 그리고 외무장관 탄네르가 도맡게 되었다. 이런 상황에서 평화조약을 주도했던 뤼티는 유력한 다음 대통령 후보로 부상했다.
카리알라 난민들을 수용할 공간이 없는 문제 등 초유의 상황이 벌어졌기에 대통령 간접선거인단 선거도 따로 열리지 못했고, 수정헌법이 가결되어 의회의원들이 대통령 선거인단의 역할을 하게 되었다. 1937년 의회에서 열린 간접선거 결과 뤼티가 칼리오의 후임 대통령으로 선출되었다. 득표수는 총 300표 중 288표였다.
1940년 12월 19일, 칼리오는 퇴임 전 마지막으로 군사 사열식에 참여했다가 심장발작을 일으켜 사망했고, 뤼티가 대통령직에 올랐다.

## 대통령 임기
핀란드는 겨울전쟁 기간 동안 스칸디나비아에 의존하다가, 겨울전쟁 이후로는 독일에게 기울게 되는데, 이것은 최소한 친영파였던 뤼티가 추구한 방향은 아니었다. 뤼티는 독일의 본성을 잘 알고 있었다. 본래 핀란드는 영국과 경제적으로 밀접했으나, 발트해가 독일과 소련에게 장악된 상황에서 핀란드는 영국과의 교역로를 잃었고, 독일이 무역을 제안해 오자 다른 대안이 없었다.
핀란드는 다른 추축국들과 달리 나치 선전이나 이념으로부터 비교적 자유로웠고, 핀란드 자생적 나치 조직들도 큰 역할을 하지 못했다. 여기에는 뤼티, 탄네르, 만네르헤임의 공동지도부가 큰 역할을 했다고 보아야 한다. 특히 핀란드가 2차대전 기간 유럽 대륙 본토의 국가들과 달리 민주국가로 남을 수 있었던 데는 뤼티 정부의 공이 크다.
1940년 8월 뤼티는 소련의 위협에 대처하기 위해 독일과의 비밀 군사 협력에 동의했다. 시간이 지날수록 독소 양대 독재 강대국의 충돌 가능성은 가시화되었다. 이때만 해도 독일의 반대자들조차 독일이 소련을 침공할 경우 소련은 독일을 제대로 막아내지 못할 것이라고 전망했다. 뤼티는 독일이 소련일 공격할 경우 앞서 겨울전쟁 때 잃어버렸던 땅을 회복할 수 있는 가능성을 기대했다.

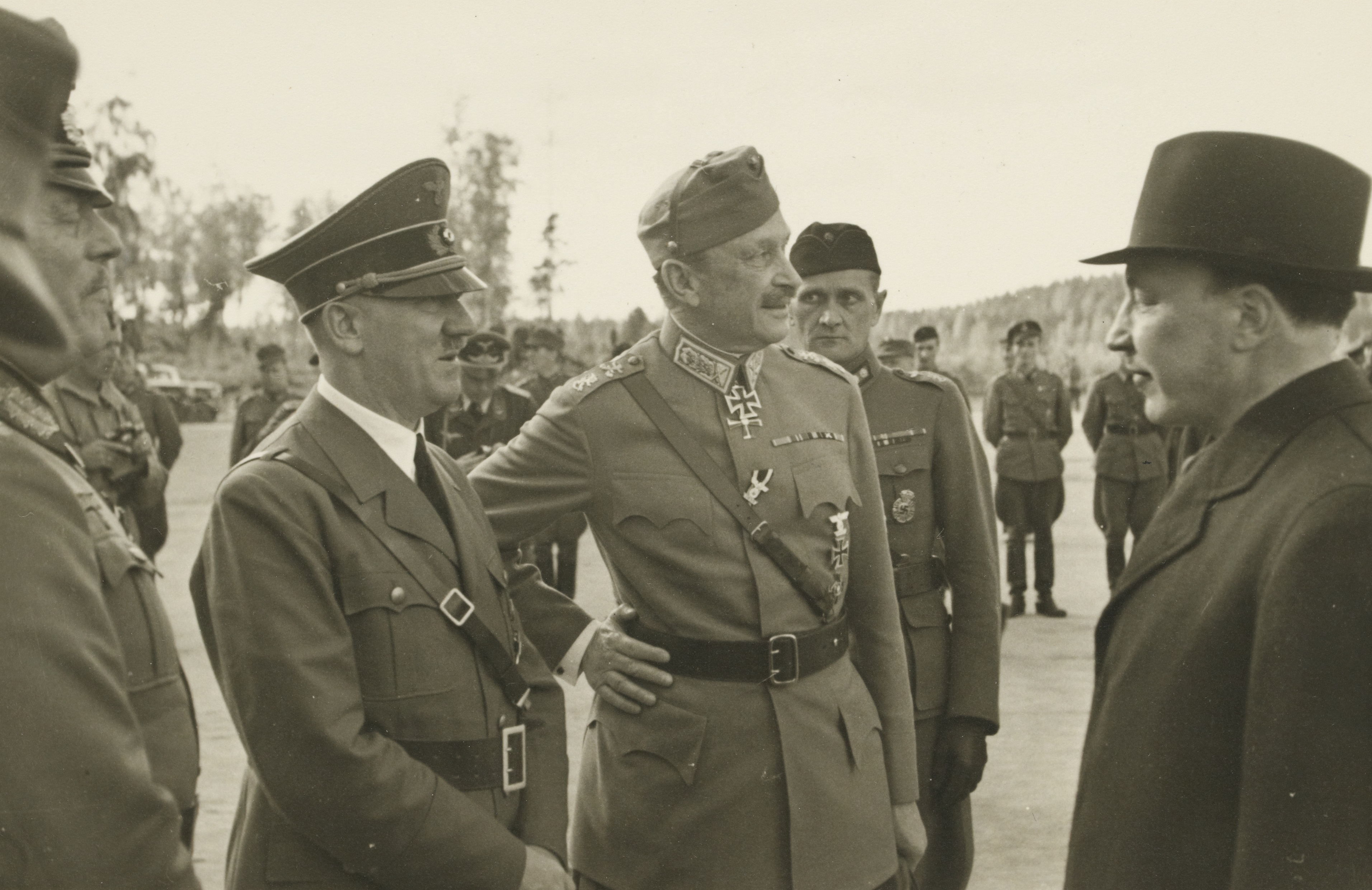
1942년 만네르헤임의 75세 생일을 기념해 핀란드를 방문한 히틀러. 가장 오른쪽 사람이 뤼티.

1941년 6월 독일의 소련 침공이 개시(바르바로사 작전)되었다. 핀란드는 며칠 뒤 소련군이 핀란드를 공습하여 참전 명분이 주어질 때까지 형식적 중립을 취했다. 뤼티는 라디오를 통해 계속전쟁의 개전을 선언하고 독일이 소련에 대한 전쟁에서 승리할 것이라고 연설했다. 이 연설은 나중에 전범재판에서 뤼티에게 불리한 증거로 채택되게 된다. 나중에 뤼티는 독일이 총체적 승리를 거둘 것이라 기대하지는 않았지만 독일군이 소련군을 이길 것이라고 전망했었다고 밝혔다.
핀란드군은 겨울전쟁 때 빼앗겼던 영토를 재확보하고 그 너머 완충지대까지 마련했다. 의회의원 다수는 겨울전쟁 이전 국경을 넘는 것이 좋은 생각이 아니라고 보았고, 탄네르의 사민당은 동카리알라 정복에 반대했다. 뤼티는 사민당이 내각에 잔류하도록 탄네르와 사민당을 설득해 대연정을 계속 유지했다. 1941년 1월에서 1943년 3월 사이 핀란드 연정에는 극우정당 애국인민운동(IKL)도 참여했다.
본래 뤼티의 대통령 임기는 칼리오가 다 못채운 임기 동안만, 즉 1943년까지만 유지되기로 되어 있었다. 하지만 전쟁통에 차기 선거를 준비할 상황이 되지 못하자 1937년 다시 수정헌법을 통해 간접선거를 하여 뤼티가 재선출되었다. 뤼티는 자신이 핀란드를 전쟁으로 끌고 갔기에 책임을 져야 한다고 보고 대통령직을 계속 수행하기를 원했다. 1942년 겨울을 지나면서 뤼티와 만네르헤임은 독일의 승리 가능성에 의구심을 품게 되었지만 뤼티는 결국 대통령직 연임을 받아들였다.
뤼티는 유카 랑겔 총리가 내각을 계속 맡아주기를 바랬지만 평화협정을 위해서는 신정부가 필요했다. 이에 따라 국민연합당 총재 에드빈 링코미에스 교수와 긴 협상을 거친 끝에 링코미에스 내각이 출범했다. 1943년 봄부터 링코미에스는 소련과의 평화협정을 준비했다. 애국인민운동은 새 내각에서 배제되었다. 1944년 6월 9일, 소련의 대규모 반격(비보르크-페트로자보드스크 공세)이 개시되었다. 핀란드가 소련과 따로 휴전하려는 낌새가 보이자 독일과의 관계가 긴장되었다. 내각과 대통령을 모두 바꾸어야 하는 것이 아니냐는 전망이 있었지만 만네르헤임 원수는 전후 뒤처리 총리가 되는 것을 한사코 거부했다. 6월 20일, 핀란드 제2의 대도시 비푸리(러시아어 이름 비보르크)가 붉은 군대의 손에 떨어졌다.
핀란드 정부는 스톡홀름을 통해 협상을 마련하려 했다. 소련측은 협상의 준비는 되어 있으나 핀란드는 무조건 항복해야 한다고 답했다. 뤼티와 탄네르는 이에 찬성했고 만네르헤임과 링코미에스는 반대하면서 의견 분열이 일어났다. 핀란드는 식량 뿐 아니라 무기와 탄약까지 부족해지며 상황은 악화일로였다.
한편 같은 때 독일 외무장관 요아힘 폰 리벤트로프가 예고도 없이 핀란드를 찾아왔다. 리벤트로프는 군사 원조를 약속하며 핀란드가 소련과의 싸움을 계속할 것을 요구했다. 뤼티는 결정권을 의회로 넘기고 싶어했다. 만네르헤임은 개인 자격 서한을 보낼 것을 제안했다. 마침내 뤼티와 만네르헤임 사이에 타협이 마련되어 만네르헤임이 구상한 내용의 서한을 뤼티가 작성해 국가평의회에서 처리했다. 독일은 이 정도 처리에 만족했고, 군사 및 식량 원조를 확대했다. 독일의 군사 원조 증가로 핀란드군은 소련군을 탈리이한탈라 전투에서 막아냈다. 이 서한을 나중에 뤼티-리벤트로프 합의라고 부르게 되었다.
7월 중순 전선이 교착되었다. 뤼티는 신병을 비롯한 여러 이유를 내세워 사임했고, 사직서는 내각을 거쳐 1944년 8월 4일부터 효력을 발휘했다. 핀란드 의회는 특별법을 만들어 만네르헤임을 대통령으로 추대했다. 곧 강화협상이 다시 시작되었고, 핀란드는 계속전쟁으로 확보한 영토를 모두 포기해야 했다. 한편 독일은 핀란드의 배신에 놀라고 분노했다. 독일의 그 누구도 뤼티가 갑자기 책임을 다 뒤집어쓴 채 사임해버리고 뤼티의 후임자가 독일과 무관함을 내세워 소련과 강화협상에 나설 것이라고는 예상치 못했다.

## 말년
대통령직을 사임한 뒤 뤼티는 핀란드 국립은행 총재직으로 돌아갔다. 그전까지 총재직을 맡고 있던 유카 랑겔은 기꺼이 뤼티에게 자리를 양보했다. 1944년 가을, 뤼티는 10년 전 대공황 때 그랬듯 통화정책에 강경책을 사용해 물가상승을 억제하고 수출을 증대시켰다. 1945년 봄 핀란드의 공산주의자들과 소련측이 소위 전쟁책임 재판을 할 것을 요구해 왔다. 국민들 사이에 뤼티의 평판은 높았고, 애초에 전쟁 자체가 겨울전쟁부터 따지면 소련이 먼저 공격해 온 것이기 때문에 핀란드인들은 충격을 받았다. 전 외무장관 햘마르 프로코페가 뤼티의 변호인을 맡았다.
소련의 압력이 행사된 끝에 뤼티는 징역 10년형을 선고받았다. 뤼티 뿐 아니라 다른 각료 일곱 명도 징역형을 선고받았는데, 뤼티의 형기가 가장 길었다. 핀란드 헌법은 이런 소급입법을 김지하고 있었으나 수정헌법을 발동해 가면서 억지로 통과시켰다. 이 과정에서 의회와 재판소에 소련과 영국의 심한 압력이 가해졌다. 뤼티 등 기결수들은 딱히 감옥에서 학대를 받지는 않았지만 옥중에서 뤼티의 건강은 급격히 악화되었다. 종양이 발견되어 위장의 대부분을 들어냈고, 수감 이후 첫 겨울에는 관절염에 걸렸다. 1949년, 핀란드의 다른 전쟁범죄 기결수들은 가석방되었고, 뤼티는 병원으로 실려갔다. 같은 해 유호 쿠스티 파시키비 대통령이 뤼티를 사면시켰다.
사면된 뤼티는 공직으로 돌아가지 않고 회고록을 집필하려 했지만 건강 악화로 완성하지 못했다. 1952년 대학생들의 축하 행사에서 명예 휘장을 선사받았다. 정치 일선으로 돌아가지는 않았지만 투표는 꼬박꼬박 했다. 1956년 5월 헬싱키 대학교에서 정치학 명예박사 학위를 수여했다. 그 5개월 뒤인 1956년 10월 사망했다. 장례는 대통령의 예에 따라 행해졌다.
소련이 망한 뒤 뤼티의 평판은 상당히 복원되었다. 핀란드 정부는 뤼티 등 전범재판 기결수들의 명예가 애초에 훼손된 적이 없기 때문에 따로 복권할 필요도 없다는 입장이다. 핀란드의 사법 관례상 형기 자체를 없던 일로 하거나 소급입법을 시키는 것은 불필요하다고 간주되고 있다.
1994년 의회 의사당 옆에 뤼티의 조각상이 제막되었다. 2004년에는 YLE에서 선정한 위대한 핀란드인에 뤼티가 1위 만네르헤임에 이어 2위로 선정되었다.

## 개인사
뤼티는 자유석공회 회원이었다. 하지만 전범재판으로 감옥에 간 뒤 범죄 기결수는 회원이 될 수 없다는 회칙에 따라 회원 자격이 말소되었다. 뤼티는 1924년부터 자유석공회 회원이었는데, 핀란드 대롯지의 레이요 아흐토카리(Reijo Ahtokari)에 따르면 딱히 자유석공회 활동에 열성적이지는 않았다고 한다. 역사학자들은 뤼티가 자유석공회 회원이었음이 그의 정치 활동에 영향을 끼쳤는지 여부에 대해 아직 결정적인 결론을 내리지 못하고 있다. 예컨대 1941년 1월 뤼티가 총리로 임명한 유카 랑겔도 자유석공회 동료 회원이었다.
지인이나 친지들의 증언에 따르면 뤼티는 운명의 존재를 강하게 믿었다고 한다. 핀란드에서 가장 유명한 투시 능력자 아이노 카시넨(Aino Kassinen)은 회고록에서 1930년대 헬싱키에서 뤼티를 만났는데, 뤼티는 사람들이 신의 힘에 따라 인도됨과 신의 존재를 강하게 믿었으며 신지학과 인지학을 공부했다고 증언했다. 뤼티의 아내 게르다는 남편보다 더 열심히 심령술과 신지학에 열중했다. 게르다 뤼티는 스스로를 영적 지도자라고 자처하기도 했다.

## 역대 선거 결과
| 선거명      | 직책명          | 대수 | 정당       | 1차 득표율 | 1차 득표수 | 2차 득표율 | 2차 득표수 | 3차 득표율 | 3차 득표수 | 결과 | 당락 |
| ----------- | --------------- | ---- | ---------- | ---------- | ---------- | ---------- | ---------- | ---------- | ---------- | ---- | ---- |
| 1925년 선거 | 핀란드의 대통령 | 2대  | 국민진보당 | 11.00%     | 33표       | 34.78%     | 104표      | 38.79%     | 109표      | 2위  | 낙선 |
| 1940년 선거 | 핀란드의 대통령 | 5대  | 국민진보당 | 97.96%     | 288표      |            |            |            |            | 1위  |      |
| 1943년 선거 | 핀란드의 대통령 | 5대  | 국민진보당 | 97.46%     | 269표      |            |            |            |            | 1위  |      |

## 참고 자료
- Turtola, Martti (1994). Risto Ryti: A Life for the Fatherland. Risto Ryti: Elämä isänmaan puolesta. Helsinki: Otava.
- Turtola, Martti (2000). “Risto Ryti”.   Marjomaa, Ulpu. 100 faces from Finland. Finnish Literature Society. ISBN 951-746-215-8.
- Virkkunen, Sakari (1994). The Finnish Presidents II: Kallio - Ryti - Mannerheim / Suomen presidentit II: Kallio - Ryti - Mannerheim. Helsinki: Otava.

| 전임 아이모 카얀데르 | 제14대 핀란드의 총리 1939년 12월 1일 – 1940년 12월 19일 | 후임 유카 랑겔 |

| 전임 퀴외스티 칼리오 | 제5대 핀란드 공화국대통령 1940년 12월 19일 – 1944년 8월 4일 | 후임 칼 구스타프 에밀 만네르헤임 |